# Zaraza
Zaraza es una ciudad de Venezuela, la capital del Autónomo Municipio Pedro Zaraza en el oriente del estado de Guárico, en la región de Los Llanos. Tiene una población de unos 92.027 habitantes. Para el 2010 se convierte oficialmente en una ciudad universitaria formando parte de las principales Ciudades del Estado Guárico,  junto con Calabozo, San Juan de los Morros y Valle de la Pascua. Originalmente fue fundada en el año 1646 con el nombre de "La Ciudad de San Miguel de La Nueva Tarragona del Batey".
La ciudad de Zaraza es reconocida a nivel nacional por llevar a cabo el Carnaval de Zaraza, una de las expresiones culturales más completas del país, atrayendo visitantes de toda Venezuela y hasta de otros países.

## Historia
Se conoce el lugar desde el siglo XVII con el nombre de El Batey. A unos kilómetros de allí, en la confluencia del río Unare con Quebrada Honda, Miguel de Urbés, lugarteniente de Juan de Urpín, fundó en 1645 la ciudad de San Miguel de la Nueva Tarragona del Batey; en semejanza a la ciudad catalana de Tarragona en España,  era un sitio estratégico donde se cruzaban los caminos de oriente y los llanos. La autorización para esta fundación fue dada por el gobernador y capitán general de Cumaná Gregorio de Castellar y Montilla el 22 de abril del año siguiente; duró sin embargo pocos años. También cerca de allí el fraile capuchino andaluz Anselmo Isidro de Ardales, fundó en mayo de 1760 el pueblo de indios de Santo Tomás de Tucupío, con palenques y cumanagotos. 

### Inicios
En 1740 el hacendado Carlos del Peral, compró en 30 pesos una enorme extensión de tierras llamada de «García» y formó el hato de Chaguaramal de Perales o del Batey. Allí construyó un oratorio bajo la advocación del Arcángel San Miguel. En 1767 la zona estaba ya tan poblada que se autorizaron casamientos y bautizos en esa capilla. Unos vecinos, Juan Bautista Arveláiz, Juan Bautista Laguardia, Nicolás Durante, José Antonio Toro, Bartolomé Mature, Bernardino Rodríguez, Juan José Subero y otros más, encargaron al padre José Vicente Machillanda, el 4 de mayo de 1778, para que en su nombre solicitara la erección del sitio en parroquia, lo cual había sido autorizado desde la época del obispo Diego Antonio Diez Madroñero.
El 8 de enero de 1779 se procedió a hacer la nómina de los 75 vecinos que pagarían la congrua o sustento del párroco, El provisor y vicario general Gabriel José Lindo autorizó la creación del nuevo curato de Chaguaramal del Batey, separándolo del de Santa María de Ipire, el 17 de junio de 1779, aprobado el día anterior por el gobernador Luis de Unzaga y Amézaga. Se colocó bajo la advocación del Arcángel San Gabriel y su primer párroco fue el padre Fernando Barroso, quien había estimulado a los habitantes a iniciar este proceso.
Los ejidos del pueblo fueron señalados el 7 de julio de 1796, deslindándolos de terrenos de Fabiana del Peral y la legua de tierra para los vecinos se marcó el 1 de agosto de 1799. El 7 de mayo de 1783 fue visitada por el obispo Mariano Martí; en el pueblo había 119 casas y 117 fuera de él, fueron confirmados 862 personas y tenía un total de 1.607 h. Producía algodón, arroz, maíz, plátanos, trigo y yuca; había además varios hatos de ganado. Durante la Guerra de Independencia Chaguaramal permaneció partidario de la Corona; en 1816 fue ocupada por las tropas de Pedro Zaraza e incendiada, acción que se ha atribuido a ambos bandos. El 2 de diciembre del año siguiente se dio en las cercanías la batalla de La Hogaza, en la cual sería derrotado Zaraza por el realista Miguel de la Torre.
El pueblo permaneció en cenizas hasta 1828 cuando gentes del lugar y otras familias provenientes de pueblos vecinos comenzaron su reconstrucción.
“Tal vez entre 1830 y 1860 la figura más relevante del pueblo es la de José Arvelaez, quien con sus propias manos colabora con la obra de reconstrucción en 1829. Arveláez vigila cuidadosamente la vida de Chaguaramal, hasta interviene cuando la pestaña de una casa trata de afear una calle, todos los sábanos examina los niños dela escuela municipal que dirigía el manco Chacín con el fin de comprobar si los niños aprendían y si el maestro cumplía con su deber (De Armas Chitty “Zaraza Biografía de un pueblo”. Pág 65).
Fue en 1856 cuando se fundó la primera escuela de niñas. Este Pueblo Permaneció con el nombre de Chaguaramal de Perales hasta el 5 de abril de 1853, cuando fue sancionado el decreto del Congreso de la República del día anterior, que creaba el cantón Unare, cambiándole el nombre a la población por el de Zaraza, en honor al militar de la Independencia, Pedro Zaraza. En 1854 tenía 14.636 habitantes y era importante centro ganadero.

### Nuevos inicios: El Río Unare como vía de transporte
Su economía, casi exclusivamente ganadera, se transformará a principios del siglo XIX, cuando comienza la exportación de carne hacia Europa. El río Unare se usaba como vía de transporte fluvial por donde se embarcaba el ganado y los productos agrícolas. Después de la Primera Guerra Mundial comenzó el éxodo hacia las ciudades de la costa.
El monopolio del ganado, concentrado en el centro quedó en manos de Juan Vicente Gómez, ocasionando la ruina de muchos hacendados, a lo cual se añadió la explotación petrolera en el Zulia y oriente. En la segunda mitad del siglo XIX Zaraza se convirtió en abastecedor de papelón, arroz, frijoles, caraotas, casabe y algodón para oriente y el centro del país.
El Puerto Arturo, en Zaraza, es un lugar emblemático que evoca un capítulo fascinante de la historia de la ciudad, ligado directamente al Río Unare, la llegada de la primera imprenta y la presencia de inmigrantes europeos.
Puerto Arturo: La Puerta de Zaraza al Mundo y al Conocimiento
En las riberas del Río Unare, a poca distancia de Zaraza, existió y aún se conoce un punto histórico de gran relevancia llamado Puerto Arturo. Este lugar no era un puerto formal con grandes infraestructuras, sino más bien un punto de embarque y desembarque crucial que servía como la principal vía de comunicación y comercio para la Zaraza de antaño. En una época donde las carreteras eran escasas o inexistentes, los ríos se convertían en las autopistas fluviales que conectaban los pueblos del interior con el resto del país y, a través de otros puertos mayores, con el mundo exterior.
La Llegada de la Primera Imprenta: Un Hito del Conocimiento.
Uno de los eventos más significativos asociados a Puerto Arturo es la llegada de la primera imprenta a Zaraza. Esto ocurrió alrededor de 1881, gracias a la voluntad y esfuerzo de Luis María Aguirre Graterol. Aguirre, con gran tenacidad, logró adquirir una imprenta en Estados Unidos. Esta, después de una travesía marítima hasta la bahía de Guanta (o La Guaira debido a complicaciones de la época), fue finalmente embarcada en una lancha y remontó la corriente del Río Unare. La embarcación se detuvo frente a las cuatro estacas que marcaban Puerto Arturo, a la vista de la población de Zaraza.
Este hecho fue un acontecimiento trascendental. El pueblo entero se volcó hacia el río para presenciar la llegada de aquellos "cajones" que contenían la máquina que revolucionaría la difusión del conocimiento en la región. La imprenta fue trasladada en carros de bueyes hasta la casa de Aguirre, donde se instaló con gran cuidado y dedicación. De esta imprenta nacería el primer periódico de Zaraza, "El Unare", marcando el inicio de la prensa escrita en la localidad y consolidando a Zaraza como un centro cultural y de pensamiento, ganándose el epíteto de "La Atenas del Guárico".
Inmigración Europea: Una Semilla de Diversidad.
Si bien las fuentes consultadas no detallan extensamente la llegada masiva de inmigrantes europeos directamente por Puerto Arturo en Zaraza, es plausible que este punto fluvial haya servido como un acceso para algunos individuos o familias que buscaban establecerse en la región llanera.
En el siglo XIX y principios del XX, Venezuela, en general, promovió la inmigración europea con el fin de poblar el territorio y desarrollar diversas actividades económicas, especialmente la agricultura y la ganadería. Inmigrantes de diversas nacionalidades (españoles, italianos, portugueses, alemanes, entre otros) llegaron al país a través de puertos principales como La Guaira o Puerto Cabello, y desde allí se dispersaron a diferentes regiones. Es muy probable que algunos de estos inmigrantes hayan utilizado las vías fluviales, incluyendo el Río Unare a través de puntos como Puerto Arturo, para llegar a las zonas productivas de los llanos guariqueños, buscando nuevas oportunidades y contribuyendo al desarrollo local con sus conocimientos y culturas.
La interacción entre el río Unare, Puerto Arturo y la llegada de la imprenta, así como la posible influencia de inmigrantes, subraya la importancia histórica de este modesto "puerto" como un nexo vital para el progreso y la conexión de Zaraza con un mundo más amplio.
Fuentes consultadas y referencias clave:"La voluntad de Aguirre y El Unare", por José Antonio De Armas Chitty.

## Toponimia

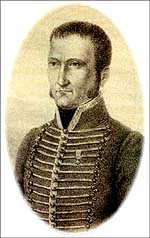
General Pedro Zaraza.

El origen de su nombre proviene del General Pedro Zaraza, quien luchó junto al General Simón Bolívar. Anteriormente su nombre era Chaguaramal de Perales.
A las orillas del río Unare, se le conoce también como La Atenas del Guárico por su historia, pues es cuna de grandes personajes de Venezuela entre estos políticos, poetas, cantantes, escritores, científicos, músicos y deportistas.

## Símbolos

### Bandera

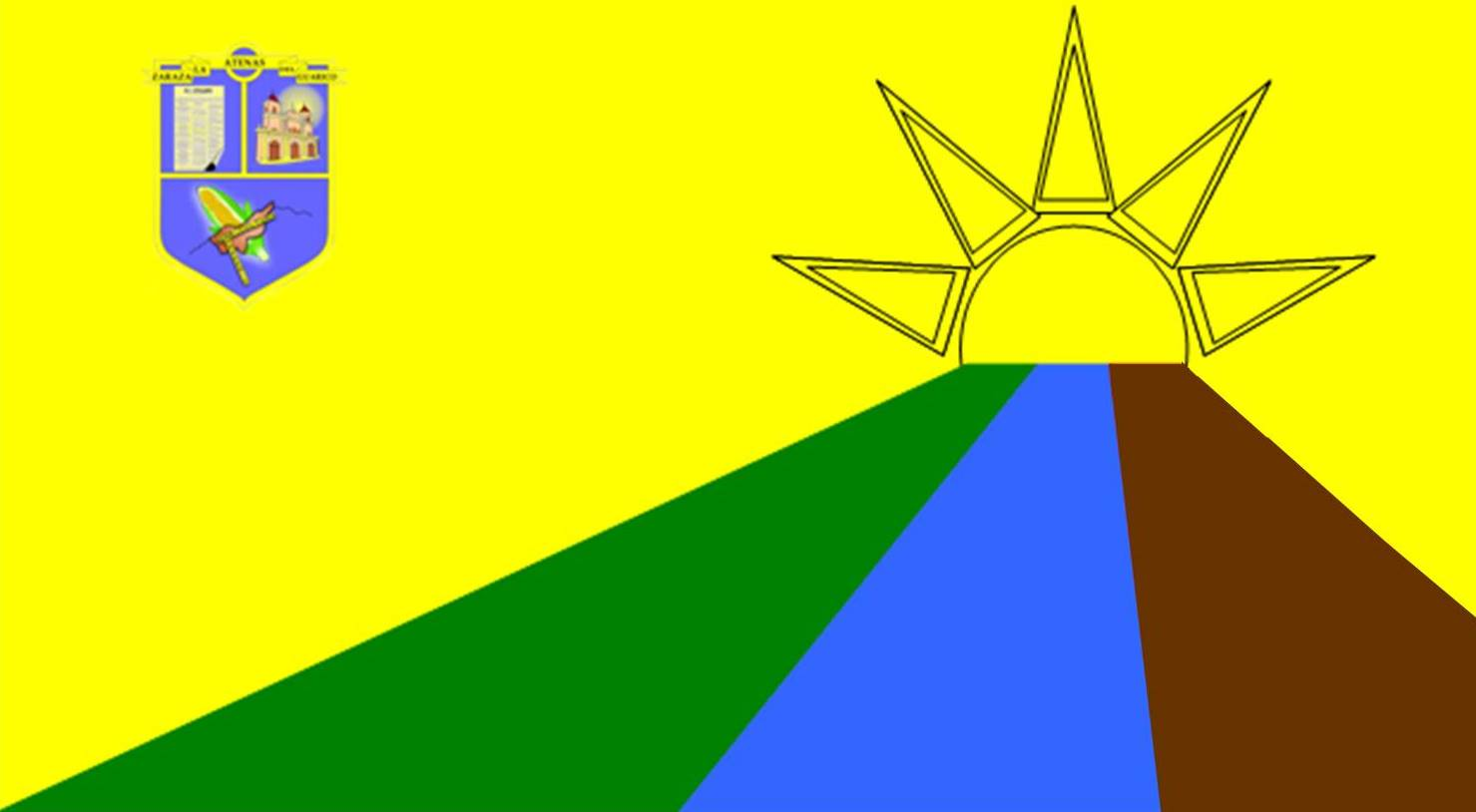
Bandera del Municipio Pedro Zaraza.

La Bandera del Municipio Pedro Zaraza, tiene de fondo el color amarillo, donde resalta un sol, que desprende tres líneas gruesas de tres colores diferentes: verde a la izquierda, azul en el centro y marrón al lado derecho. De lado izquierdo de la bandera, en la sección amarilla, se encuentra el Escudo del Municipio. La bandera fue diseñada por Omaira Macayo.

### Escudo
El escudo del municipio cuenta con tres cuarteles de color azul. El primer cuartel del lado superior izquierdo, tiene un periódico "El Unare", que nace en Zaraza el 4 de enero de 1881, este fue el primer periódico de Zaraza. En el segundo cuartel, ubicado en el lado superior derecho, se encuentra la imagen de la Catedral Iglesia San Gabriel Arcángel, que es patrimonio cultural del municipio, fundada en el año 1914. El tercer y último cuartel del escudo, está ubicado en la parte inferior central, en esta sección se encuentra una mazorca de maíz, enlazada con las palabras agricultura y ganadería, que son las dos principales actividades económicas de la zona. En la parte superior, antes de los tres cuarteles mencionados, se encuentra una cinta con un lema que dice "Zaraza La Atenas del Guárico".

### Himno
Letra y Música: Oswaldo Emilio Morillo.
Coro
Campesinos, obreros y estudiantes
hombres del futuro, mujeres del mañana
tomemos de la mano el nuevo tiempo
ese sol que ilumina a Zaraza (Bis)
I
Llegó el momento de mi tierra
en la Bandera Gloriosa del Peral
la semilla que siembras dentro de ella
convertida en prosperidad
Coro
II
El trabajo creador del zaraceño
en el surco regado de bondad
crece el oro oliente del granero
gracias Dios, por darnos nuestro pan
Coro
III
En totuma postrera abundante
con espuma de fé y esperanza
crece la cultura de mi pueblo
y mi llano con su aroma enlaza
Coro
IV
San Gabriel es tu santo patrón
eres Atenas de mi Guárico amado
eres tú ciudad universitaria
también eres la cuenca de mi llano
Coro
V
Se abraza el Unare y el Ipire
como hermanos de una misma raza
en Úrica se acaba la Bovera
pero nunca se quiebra la Zaraza

## Geografía y población

### Población
Su población en 1990 era de 10.370 habitantes, al censo del 2011 la población estaba en los 78.642 Habitantes

### Límites
La extensión territorial aproximadamente del municipio en el cual se ubica la ciudad, es de 2.475 km² y delimita con los siguientes territorios:
- Por el noreste: limita con el estado Anzoátegui, fijado por convenido ante la sala federal política y administrativa de la Corte Federal y Casación el 12 de marzo de 1930.

- Por el sur: limita con los municipios Santa María de Ipire y el Socorro, partiendo de las sierras comprendidas entre las cabeceras de los ríos Unare e Ipire, siguiendo por este último hasta llegar al vecindario Santa Bárbara de Ipire y aquí en línea recta desde Campo Lindo hasta El Arenal, rompiendo el paso Pachaquero en Quebrada Honda.

- Por el este: por el estado Anzoátegui desde el río Unare en su confluencia con Quebrada Honda hasta llegar a su cabecera en la Sierra.

- Por el oeste: limita con el Municipio José Félix Ribas, desde el paso Pachaquero rigiéndose en línea recta hasta llegar al punto denominado El Caro de La Negra, y de aquí en línea recta al Páramo, hasta donde cuenta la Quebrado El Pescado, pasando por allí hasta al cerro Sal si puedes

### Clima
El clima es tropical lluvioso con estación seca y temperaturas que oscilan entre los 22 °C y 38 °C, con una media aproximada de 30 °C.

### Hidrografía

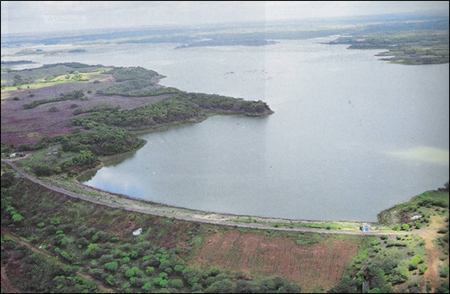
Represa El Cigarron

El municipio Pedro Zaraza, es el municipio con más fuentes hidrográficas del estado Guárico, al tener cerca de ocho represas e importantes afluentes, como el imponente Río Unare y sus surtidores río Ipire, Quebrada Honda entre muchas otras fuentes de agua.
Estas son las cuatro represas más importantes del municipio Pedro Zaraza.
- Presa La Becerra
- Presa El Cigarron
- Presa El Pueblito
- Presa Vista Alegre

### Vegetación
La vegetación de gramíneas, combinada con arbustos y árboles cubre la mayor parte de la zona. Existen dos variantes de selva: selvas en la base de la cordillera y en las riberas fluviales, y selvas de galería, con ricas maderas como la caoba. La explotación irracional de estos espacios extingue rápidamente muchas especies.
Los árboles más conocidos por la gente de esta región son: el cují, el roble, el mango

### Fauna
Existe una gran variedad de especies, tales como corocoro, el chigüire, pavo real, paují, pavita rosada, chirindera, guacharaca. En los caños y morichales abundan especies como el pavón, el bagre y el coporo, el galápago, el venado, el cunaguaro y tigrito y por supuesto el conejo.

### Relieve
El municipio presenta una planicie aluvial del río Unare, la cual alterna con valles en forma de U con pendientes elevadas a excepción del plano que cae en forma brusca sobre la terraza del Río Unare, presentándose pendientes superiores al 25% en un desnivel de 35 metros.
Este municipio, por estar situado en los llanos centrales de Venezuela (Guarico) presenta muchas fallas, las tierras de este son inestables, de allí la existencia de tantas quebradas, lagunas, etc.

### Suelos
Se distinguen dos unidades geográficas: la formación Chaguaramas combinados con arcillas y los valles aluviales, donde el proceso de erosión ha depositado capas profundas de arcillas. Los suelos se caracterizan por su buena fertilidad, profundos y aptos para el drenaje.

## Economía local
Sus habitantes se dedican a la industria ganadera, agrícola, comercial y turística. Su desarrollo industrial, va en crecimiento como en toda ciudad mediana, pero cuenta con procesadores de leche y cereales, almacenadoras de cereales, construcción, turismo, abastecimiento de servicios agrícolas y ganaderos además de la producción de queso artesanal.

### Ganadería
Todo el municipio es apto para la explotación ganadera. Esta actividad representa un importante rubro para la Zona.

### Agricultura
Los suelos proveen gran fertilidad para cultivos como sorgo, maíz, arroz, tabaco, algodón, etc.

### Turismo
Los Festivales y actividades regionales, proveen de una fuente intermitente pero efectiva de ingresos a los artesanos y demás periferias de este comercio.

## Educación
La Educación en el Municipio cuenta con varias instituciones donde se imparten cursos desde preescolar hasta nivel universitario, con una jerarquía a nivel regional importante, entre las que se encuentran Escuelas con Preescolares, tanto públicas como privadas, Liceos de igual índole y Universidades que ofrecen importantes oportunidades de estudio a los jóvenes bachilleres de la región, también se cuenta con Bibliotecas, Asociaciones que guardan importantes fuentes de culturas e historia de la localidad.

### Educación Inicial-Básica
- C.E.I. El Cristofué
- E.B.N. Olga Rojas de Cabeza
- E.B.N. Francisco Salias
- E.B.N. Bonifacio Gómez
- E.B.N. Arturo Álvarez Alayón
- E.B.N. Nohemí Higuera de Guzmán
- E.B.N. Rómulo Gallegos
- E.B.N. Delfina de Molina
- E.B.E. Columba Mendoza
- E.Bol. El Médano
- E.B.E  Hugo Chaves

### Educación Media Diversificada (Publica)
- L. Eduardo Delfín Méndez
- L.B. Antonio José Sotillo
- U.E. Padre Francisco Hurtado
- Escuela Técnica Agropecuaria "Creación Zaraza"
- Unidad Educativa de Talento Deportivo "Pedro Zaraza"
- U.E.N. Belén San Juan Colinas de Tacalito
- U.E.N. Masaguaro

### Educación Inicial-Básica- Media Diversificada (Privada)
- U.E.C. Ana Mayo Torrealba
- U.E.C. Jesús es Señor
- U.E.C. José María Ayala Romero
- U.E.C. San Gabriel
- U.E.C. Pedro Zaraza
- U.E.C. Manuela Sáenz
- U.E.C. Generalísimo Francisco de Miranda
- U.E.C. Giovannina Martínez de González

### Educación Superior
- Universidad Nacional Experimental Simón Rodríguez, Núcleo Zaraza
- Universidad Nacional Experimental De Los Llanos Centrales "Rómulo Gallegos", Núcleo Zaraza
- Universidad Nacional Abierta, Unidad de Apoyo Zaraza
- Universidad Nacional Experimental de las Fuerzas Armadas Bolivarianas, Núcleo Zaraza
- Universidad Bolivariana de Venezuela UBV, Aldea "Rómulo Gallegos" Sede Zaraza
- Colegio Universitario de los Teques "Cecilio Acosta", Extensión Zaraza (Enfermería y Farmacia, Hospital Dr. Francisco Troconis AT II)
- Colegio Universitario de Ingenieros "Zaraza", Extensión Zaraza
- Escuela Latinoamericana de Medicina "Dr. Salvador Allende" ( Medicina Integral, a Estudiantes de Intercambio, Hospital Universitario Gral. Willian Lara).
- Universidad Nacional Experimental de la Seguridad UNES, "En construcción"
- Universidad San María "En Estudio de Viabilidad y Matricularidad"

### Cursos y Carreras Cortas
- Instituto de Formación Profesional "Simón Bolívar".
- Instituto Nacional de Cooperación Educativa Socialista INCES
- Instituto Juan XXIII (APEP)

### Bibliotecas
- Biblioteca Pública Elsa Sánchez Risso

## Patrimonio

### Civil
- Casa de la Cultura Ernesto Luis Rodríguez

La Casa de la Cultura Ernesto Luis Rodríguez que funciona como museo además de también se ocupa de la planificación de actividades culturales para la región. 
- Casa natal del Dr. José Francisco Torrealba

Recordado por su importante trabajo sobre la Enfermedad de Chagas.

### Religioso
- Iglesia San Gabriel Arcángel

La Iglesia de San Gabriel Arcángel, se remonta a principios del siglo XIX, es la iglesia principal de la ciudad.
- Iglesia Nuestra Señora de Coromoto
- Iglesia Nuestra Señora del Carmen
- Iglesia Sagrado Corazón de Jesús
- Iglesia Sagrada Familia
- Iglesia San Martín de Porres
- Iglesia San José de Unare
- Iglesia Padre San Pío de Pietrelcina (En construcción)
- Capilla Sagrado Corazón de Jesús
- Capilla Nuestra Señora de Lourdes
- Esfinge de El Santo Cristo de La Salud (Data del Siglo XVII)
- Esfinge de San Antonio de Padua (Data del Siglo XVI)
- Réplica de la Imagen de La Virgen del Valle
- Monumento de El Santo Cristo de La Salud de 15m de altura (En Proyecto)

## Eventos Tradicionales

### Culturales, Tradicionales
- Carnavales de Zaraza
- Procesión del Cristo de la Salud: La Procesión del Cristo de la Salud se inicia de manera formal en 1857, específicamente el 1 de enero de ese año, como cumplimiento de una promesa por la erradicación del "vómito negro" (fiebre amarilla) que afectaba a la población. Esta fecha se ha mantenido tradicionalmente, siendo el 1 de enero de cada año el día en que Zaraza se transforma en un escenario de fervor y emotividad.  La jornada comienza temprano en la mañana con una Misa solemne en la Iglesia San Gabriel Arcángel, un espacio donde los devotos se congregan para elevar sus oraciones y dar gracias. La imagen, meticulosamente adornada con flores, es llevada en hombros por los devotos, quienes, con velas encendidas en mano, entonan cánticos religiosos y rezos que resuenan en cada rincón. Es un espectáculo de fe inquebrantable; un río humano que fluye por las arterias de la ciudad, manifestando promesas cumplidas y esperanzas renovadas. No es inusual observar a penitentes que, en señal de agradecimiento o súplica, caminan descalzos o ataviados con vestimentas simbólicas, cumpliendo así con las promesas hechas al Cristo de la Salud. Para el año 2023, la procesión alcanzó su edición número 167, lo que subraya la centenaria continuidad de esta tradición. La Procesión del Cristo de la Salud trasciende su carácter religioso para convertirse en un poderoso catalizador de la identidad zaraceña. Es un día donde la comunidad se une en un propósito común, reafirmando sus raíces y lazos históricos. Las calles se llenan de historias susurradas, de encuentros entre familiares y amigos que regresan al pueblo para ser parte de esta tradición. Es un testimonio vivo de la resiliencia y la profunda espiritualidad de un pueblo que, a través de su fe, encuentra consuelo, esperanza y un inquebrantable sentido de pertenencia. La procesión no es solo un evento; es la manifestación de un legado que Zaraza guarda con celo en el alma de su gente.

### Convenciones y Exposiciones
- Gran Feria de Exposición Agropecuaria del Llano Oriental

### Educativos
- Desfile inaugural de carnaval

## Medios de comunicación

### Radio
La historia de la radio en Zaraza comenzó a principios del siglo XX cuando se abrió la primera radioestación AM.
Zaraza es pionera en lo que a radiodifusión se trata ya que cuenta con varias emisoras de radio FM y una AM, por la influencia que tiene en la gente este medio, informando y organizando eventos y actividades que además de culturizar también promueven la participación de los jóvenes en más actividades de mayor bienestar.
Actualmente funcionan las emisoras:
- En Amplitud Modulada

| Dial (kHz) | Nombre                 | Eslogan        |
| ---------- | ---------------------- | -------------- |
| 1280       | Radio Zaraza (1280 AM) | La Indetenible |

- En Frecuencia Modulada

| Dial (MHz) | Nombre                     | Eslogan                             |
| ---------- | -------------------------- | ----------------------------------- |
| 90.7       | Brava 90.7 FM              | 100 % popular y en primer lugar     |
| 92.9       | Radio La Indomable 92.9 FM | La Indomable de la Cuenca Del Unare |
| 88.3       | La Vernácula 88.3 FM       | Pasión por lo nuestro               |
| 100.1      | Magica 100.1 FM            | La Zaraceña                         |
| 96.9       | Caliente FM                | En La Ruta del Sol                  |
| 92.1       | Rio 92.1FM                 | Se mueve contigo                    |
| 105.5      | Circuito Z                 | La Que Manda                        |

### Prensa
En 1881 se publicó su primer periódico manuscrito El Porvenir y llegó la primera imprenta donde se editó El Unare; le seguirían El Pensil (1883); El Horizonte y El Credo Liberal (1887); El Estudiante (1888); La Voz del Pueblo y El Liberal (1889); El Tizón y El Porvenir (1891); La Chispa y El Soldado del Deber (1892); Ecos de Zaraza y La Fe (1895); El Sembrador (1933) y Unión (1934).
Actualmente circula "LIBERTAD", Diario La Antena, Diario El Tubazo digital, Diario Entornoriental y también de otros lugares cercanos como el diario Vallepascuense "JORNADA", además circulan todos los diarios regionales y nacionales.

### Televisión
A finales del año 2010 se instalaron los canales de señal abierta Venezolana de Televisión canal 10 VHF, Visión Venezuela canal 8, Venevisión Canal 04, Telesur Canal 11, Meridiano Televisión Canal 17, (VIVE TV) canal 34 UHF y Televisora Venezolana Social (TVES) canal 7 VHF, los cuales cubren toda el Área Perimetral de la Ciudad y pueden ser sintonizados libremente sin necesidad de suscripción.
Hay dos canales de televisión que transmiten por servicio de Suscripción; se encargan de transmitir actividades educativas, eventos e informaciones de importancia en la Ciudad:
- Visión Zaraza (canal 13), Fundado en abril de 2007 por la Empresa de televisión por Suscripción "Visión Zaraza, C.A.",

- Unare TV  (Canal 8) Fundado en 22 septiembre de 2010 por la Empresa de televisión por Suscripción G-net Telecomunicaciones, C.A.

### Portales en Internet
- InfoZaraza, es el primer sitio de internet de Zaraza, creado el 20 de febrero de 2007 por Jorge Agobian Villegas.
- Zaraza.com.ve, portal web de noticias, historia y fotogaleria de la ciudad de Zaraza, desde 2021.

## División geopolítica

### Sectores
- Ali Primera (Carlos Andrés Pérez)
- Banco Obrero
- Barrialito
- Barrio Chino
- Borbollón
- Brisas de la UNERG
- Calanche
- Camazas (Norte y Sur)
- Círculo del Oeste
- Cristofue
- Cruz Verde
- Curazao (Alto y Bajo)
- Golfo Triste
- El Cementerio
- El Centro
- El Chingoreto
- El Médano
- El Paraíso (1ª, 2ª, 3ª, 4ª ,5ª y 6º transversales)
- El Pénsil
- El Roble
- El Terminal (1 y 2)
- Hospital
- Jabillal
- La Florida
- La Jungla
- La Prollosa
- La Romana
- Las Tejerías
- Las Terrazas
- Lomas (1,2 y 3)
- Los Guasimos
- Los Mahomos
- Los Próceres
- Membrillar
- Menca de Leoni
- Modesto Freites
- Monte Oscuro
- Moraos (1 y 2)
- Palo Seco
- Pega Pájaros
- Plan seca
- San José
- Tablerito

### Conjuntos Residenciales y Urbanizaciones
Conjuntos Residenciales
- Conj Res. Francisco Troconis
- Conj Res. IPASME
- Conj Res. Círculo del Oeste
- Conj Res. Zaraza
- Conj Res. La Estación
- Conj Res. Los Chaguaramos (En Proceso)
- Conj Res. Valparaíso    (En proceso)

Urbanizaciones-populares
- Urb. Lomas (A,B,C,D,E)
- Urb. Terrazas de Santa Inés 1
- Urb. Terrazas de Santa Inés 2.ª Etapa
- Urb. Terrazas de Santa Inés 3.ª Etapa
- Urb. Terrazas de Santa Inés 4.ª Etapa
- Urb. Alberto Eduardo Rodríguez Morales 1era Etapa
- Urb. Alberto Eduardo Rodríguez Morales 2.ª Etapa
- Urb. El Guaical (Cascabel)
- Urb. La Florida (A,B,C,D)
- Urb. Monseñor Arturo Celestino Álvarez
- Urb. Nuevo Mileniun
- Urb. Cascabeles
- Urb. Camazas Town House

### Parroquias y Caseríos
- Agua Negra
- Buena Vista
- Buenos Aires
- Cañaveral
- Capache
- Cartanal
- Castillero
- Coquizal
- Corozal
- El Alacrán
- El Cujial
- El Dragal
- El Flaco
- El Palmero
- El Pino
- El Remanzo
- El Saco
- El Tapón
- Guaribito
- Higuerote
- La Acureña
- La Brígida
- La Ceiba
- La Esperanza
- La Morita
- La Pereña
- La Roqueña
- La Sabanita
- La Urbina
- Las Calsetas
- Las Filipinas
- Las Maticas
- Las Mayitas
- Las Piedras
- Los Arenales
- Los Novillos
- Los Recortes
- Los Rodeos
- Los Tejos
- Masaguaro
- Mata e´ Bejuco
- Mata Negra
- Naranjillo
- Palma Sola
- Paraparal
- Pozote
- Pueblo Nuevo
- San Antonio
- San Felipe
- San José de Unare
- San Pedro de Agua Sucia
- San Vicente
- Santa Bárbara de Ipire
- Santa Cruz de Unare
- Tacalito

## Gobierno Municipal
| Período     | Alcalde                | Partido Político     | % de votos | Notas                                                 |
| ----------- | ---------------------- | -------------------- | ---------- | ----------------------------------------------------- |
| 1989 - 1992 | Pedro Castro Gutiérrez | AD                   | ¿?         | Primer Alcalde bajo elecciones directas.              |
| 1992 - 1995 | Cristóbal Rodríguez    | AD                   | ¿?         | -                                                     |
| 1995 - 1998 | Cristóbal Rodríguez    | AD                   | ¿?         | -                                                     |
| 1998 - 2000 | Cristóbal Rodríguez    | AD                   | ¿?         | Suspendido de su cargo por las Elecciones del 2000.   |
| 2000 - 2004 | David Fares            | PPT                  | 40,30%     | -                                                     |
| 2004 - 2008 | David Fares            | MVR                  | 79,20%     | -                                                     |
| 2008 - 2012 | Freddy Alí Gómez       | PSUV                 | 53,42%     | Se postergan 1 año las elecciones municipales de 2012 |
| 2013 - 2017 | Wilfredo Balsa         | PSUV                 | 46,36%     |                                                       |
| 2017 - 2021 | Jumarly Fonseca        | PSUV                 | 81,73%     |                                                       |
| 2021 - 2025 | Carlos Castillo        | Avanzada Progresista | 52,95%     | Actual Alcalde                                        |